# AKSM-62103
AKSM-62103（ベラルーシ語: АКСМ-62103）は、ベラルーシの輸送用機器メーカーであるベルコムンマッシュおよびシュタッドラー・ミンスクが展開する路面電車車両。車内の一部を低床構造とした超低床電車（部分超低床電車）である。

## 概要
2000年に路面電車事業に参入したベルコムンマッシュは、翌2001年から初の量産車であるAKSM-60102の製造に着手し、ベラルーシやロシア連邦各地の路面電車に向けて導入が行われた。これを基に設計された改良型車両がAKSM-62103である。
ループ線が存在する路線での運用を前提とした片運転台のボギー車（単車）で、乗降扉（両開き式プラグドア）が右側に3箇所設置されている。そのうち中央部の乗降扉付近を含めた車内全体の35 %は、床上高さ365 mmの低床構造になっている。車内の座席配置は1 + 2列のクロスシートを基本としているが、顧客の要望に応じた変更も可能である。電気機器はVVVFインバータ制御（IGBT素子）に対応している他、制動装置には電力を回収可能な回生ブレーキが採用され、電力消費量はAKSM-60102と比べて最大50 %削減される。

## 運用
2009年に最初の車両が製造されて以降、AKSM-62103は以下のロシア連邦やベラルーシ各都市に導入されている。2014年以降は車体デザインや構造、機器の見直しを行った改良型車両であるAKSM-802の展開が行われているが、より安価なAKSM-62103の需要は高く、後継車種であるT701が発表された2024年まで両者は並行して展開が行われた。
下記の車両のうち、カザン市電（カザン）向けの7両およびスタールイ・オスコル市電（スタールイ・オスコル）向けの2両は、シュタッドラー・ミンスクによって生産された車両である。また、ノヴォシビルスク市電（ノヴォシビルスク）に2017年以降導入された車両については、旧型電車（KTM-5）の台枠や車軸を用いた機器流用車（車体更新車）としてBKMシベリア（БКМ-Сибирь）によって生産されている。
| 国           | 都市                                            | 導入車両数 |
| ------------ | ----------------------------------------------- | ---------- |
| ベラルーシ   | ヴィーツェプスク (ヴィーツェプスク市電)         | 44両       |
| ベラルーシ   | ナヴァポラツク (ナヴァポラツク市電)             | 1両        |
| ロシア連邦   | ノヴォシビルスク (ノヴォシビルスク市電)         | 62両       |
| ロシア連邦   | カザン (カザン市電)                             | 20両       |
| ロシア連邦   | サマーラ (サマーラ市電)                         | 9両        |
| ロシア連邦   | スモレンスク (スモレンスク市電)                 | 2両        |
| ロシア連邦   | バルナウル (バルナウル市電)                     | 2両        |
| ロシア連邦   | プロコピエフスク (プロコピエフスク市電)         | 2両        |
| ロシア連邦   | スタールイ・オスコル (スタールイ・オスコル市電) | 2両        |
| ロシア連邦   | オムスク (オムスク市電)                         | 1両        |
| ロシア連邦   | ケメロヴォ (ケメロヴォ市電)                     | 1両        |
| カザフスタン | オスケメン (オスケメン市電)                     | 4両        |

## ギャラリー

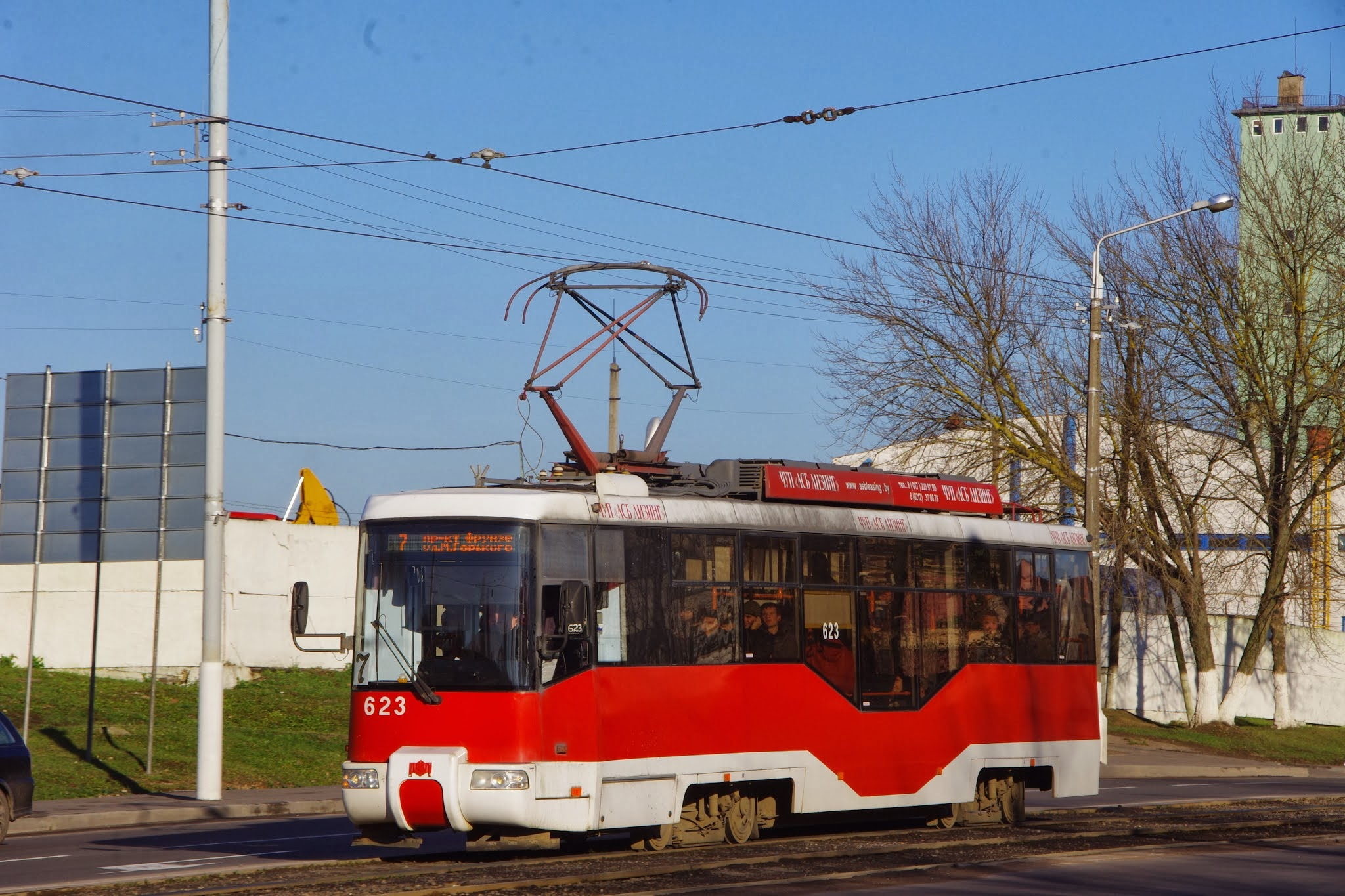
ベラルーシ：ヴィーツェプスク
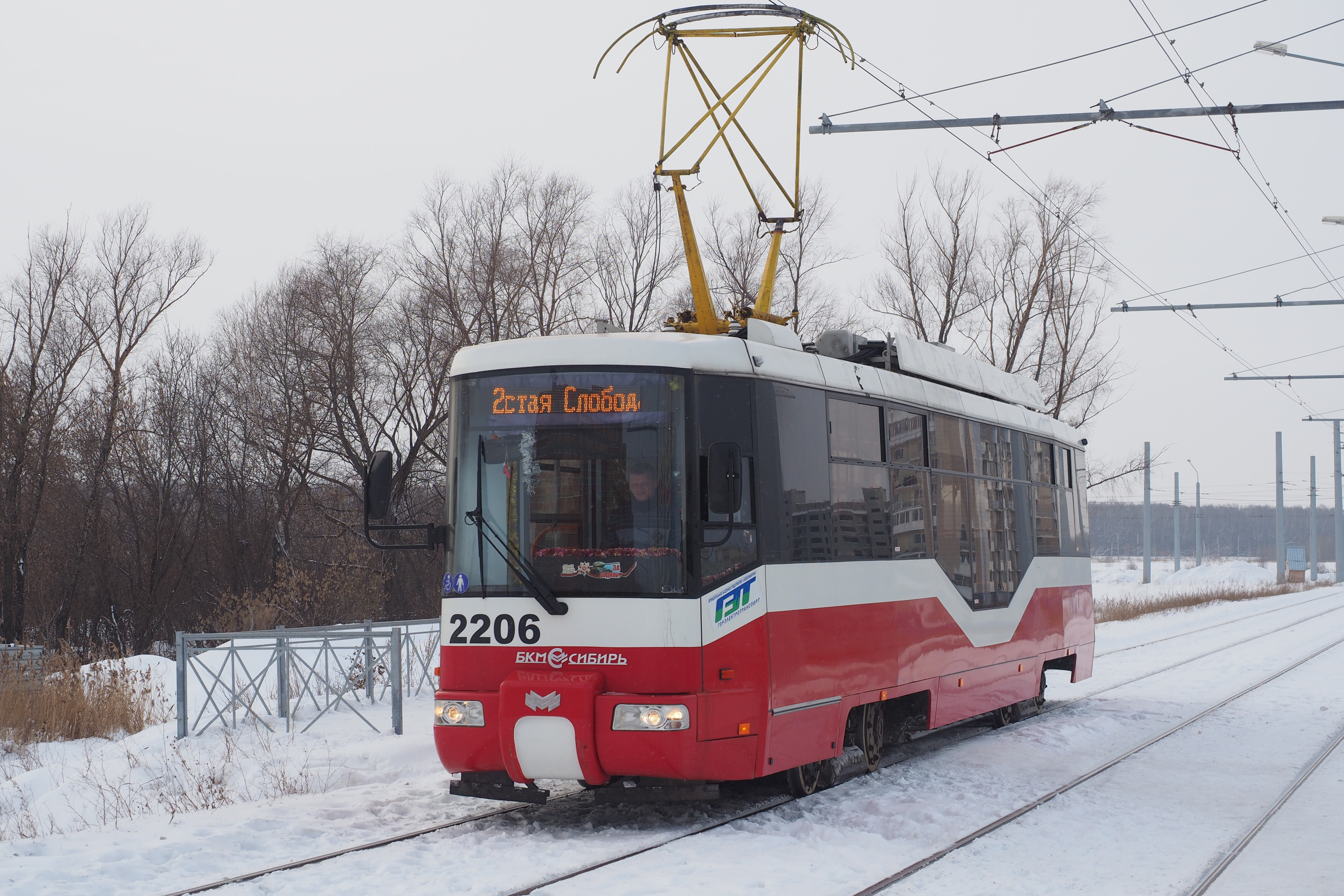
ロシア連邦：ノヴォシビルスク
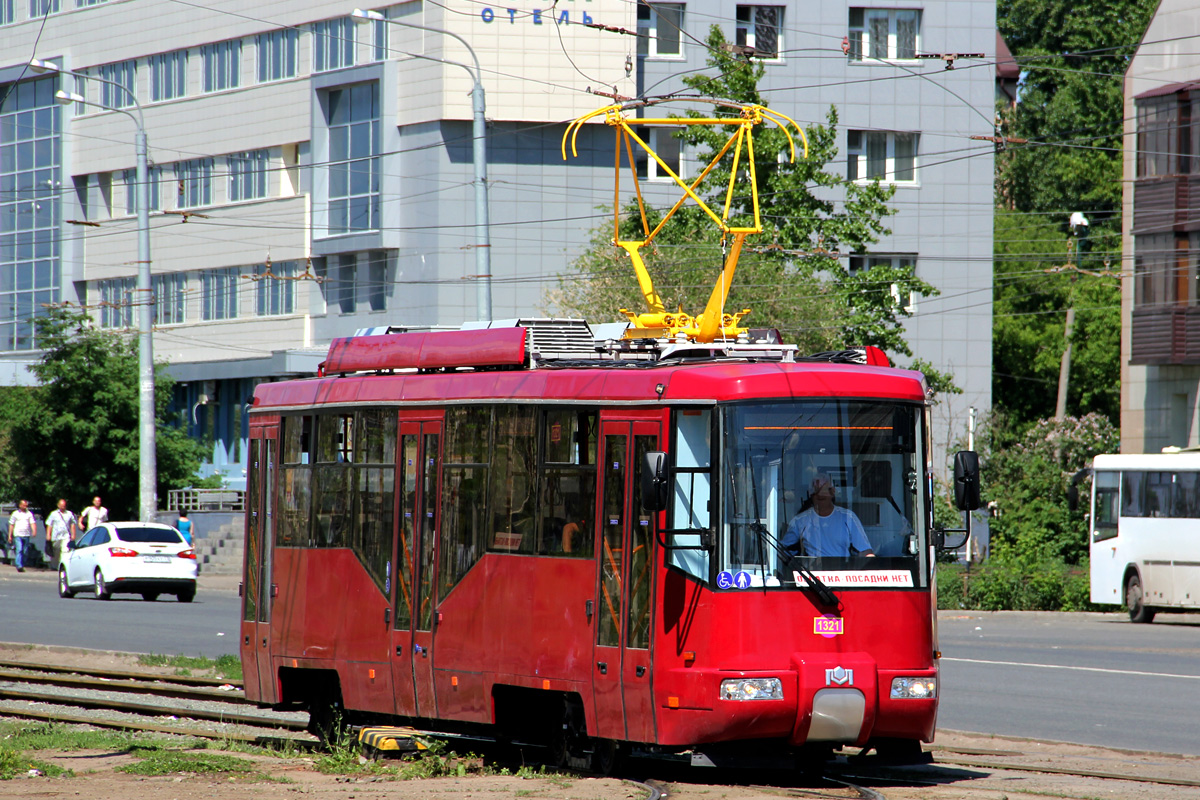
ロシア連邦：カザン
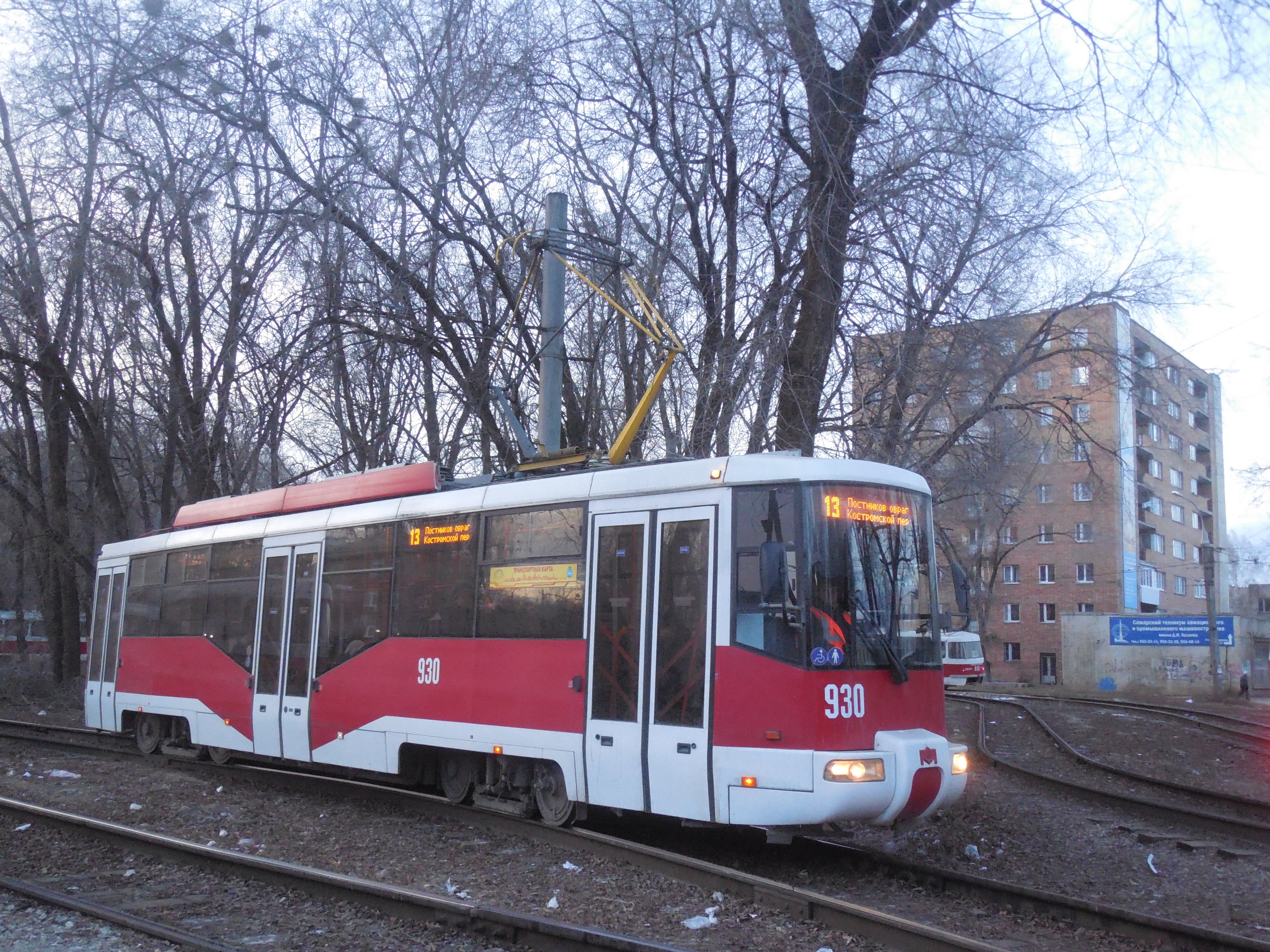
ロシア連邦：サマーラ
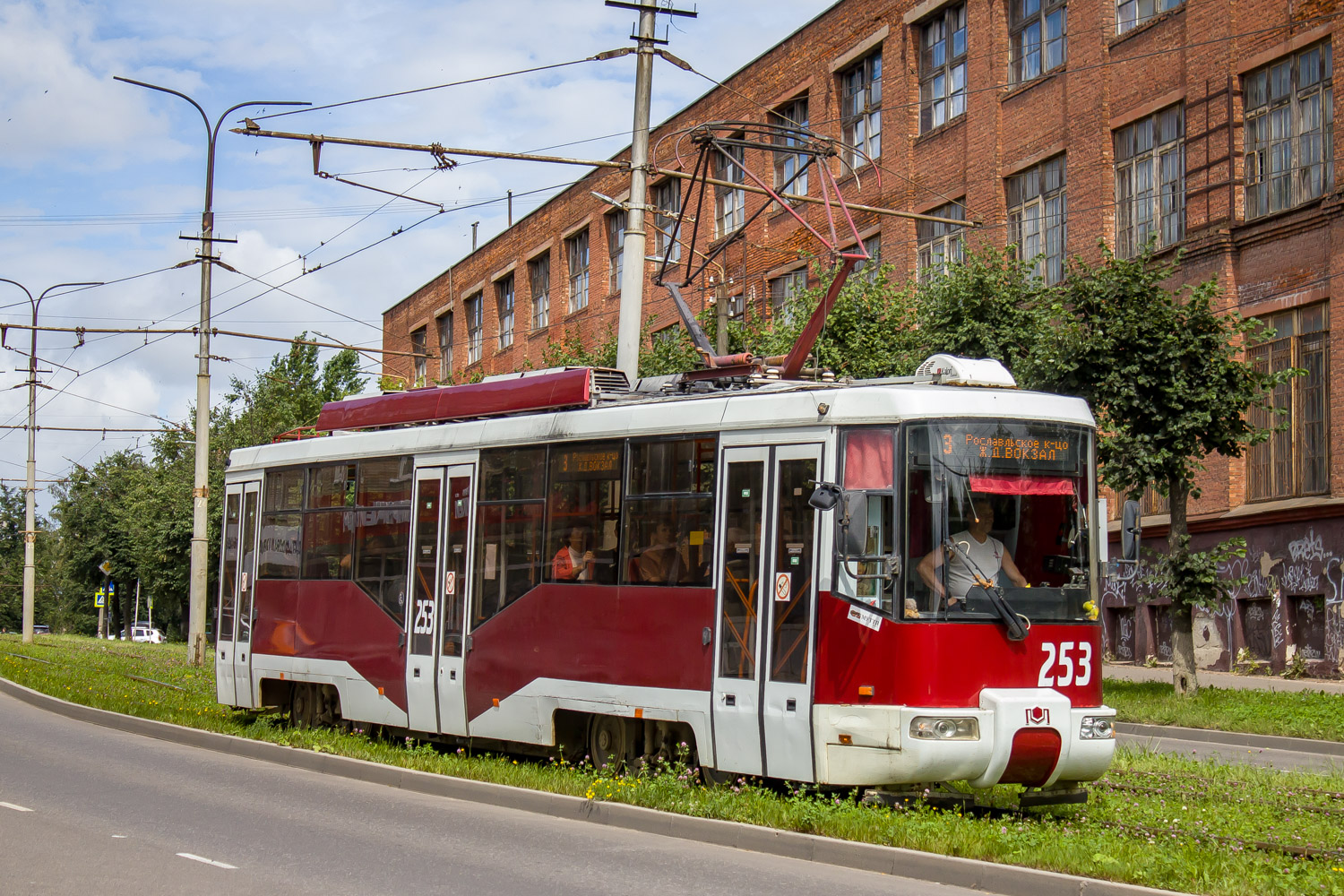
ロシア連邦：スモレンスク
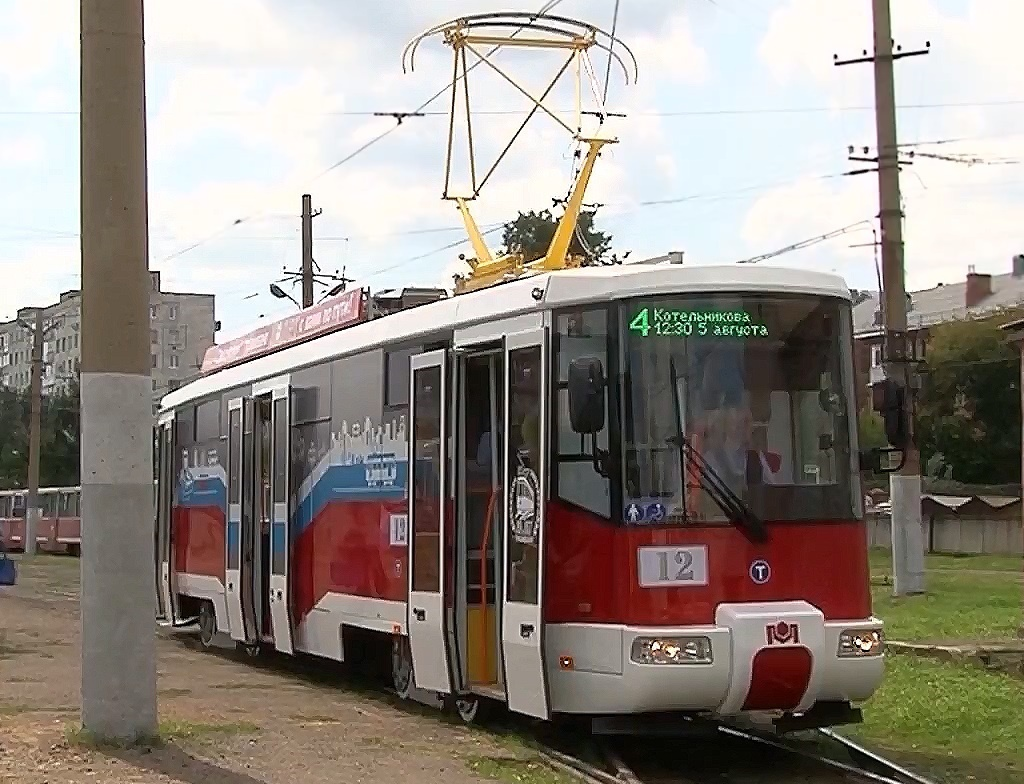
ロシア連邦：オムスク
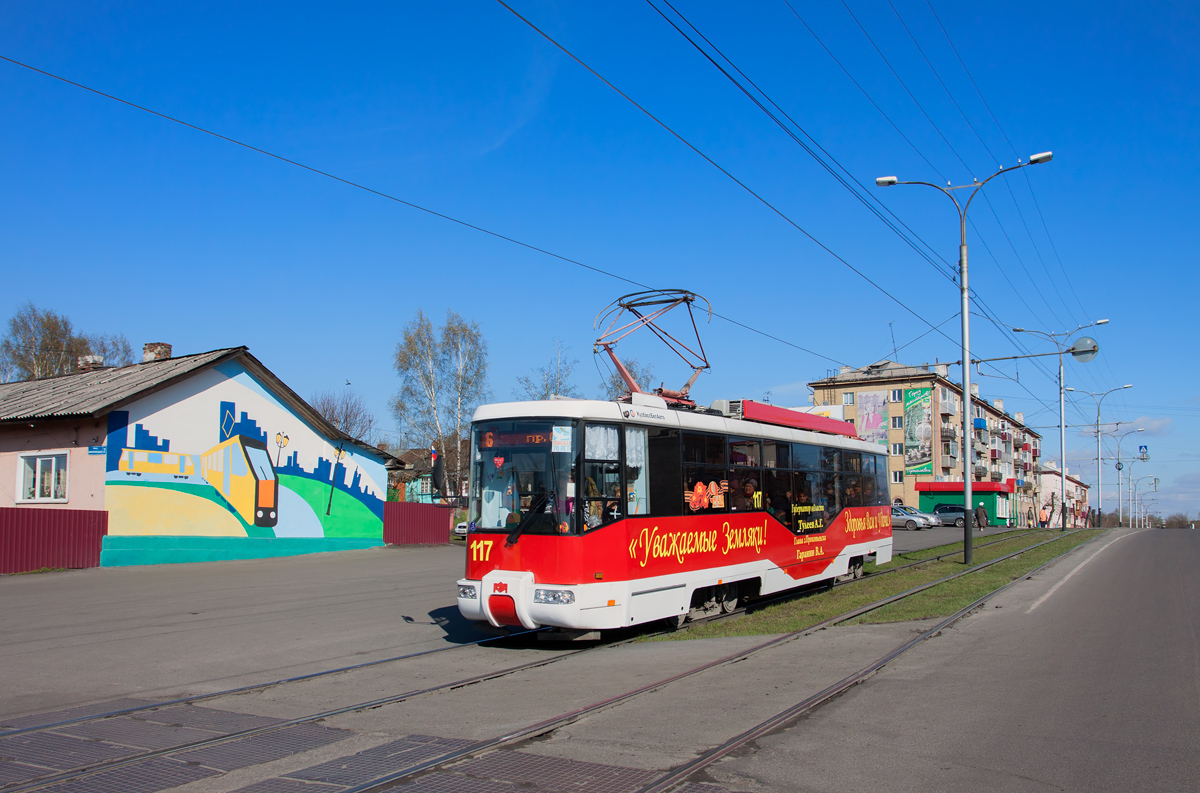
ロシア連邦：プロコピエフスク
ロシア連邦：スタールイ・オスコル